# Rhein-Gymnasium Sinzig
Das Rhein-Gymnasium Sinzig (kurz RGS) ist ein neusprachliches, allgemeinbildendes Gymnasium im nördlichen Rheinland-Pfalz. Es befindet sich in Trägerschaft des Landkreises Ahrweiler und führt in neun Jahren (Klassen 5 bis 13) zum Abitur und in sechs (Klassen 5 bis 10) zum Mittleren Schulabschluss. Durch das verheerende Hochwasser in West- und Mitteleuropa 2021 wurden viele Gebäude der Schule beschädigt.

## Musikalisches Angebot
Das Rhein-Gymnasium Sinzig bietet eine zusätzliche Musikausbildung mit Chören, Streicherklassen und einem Orchester an. Das Orchester ist mit Holz- und Blechbläsern sowie mehr als 40 Streichern besetzt und tritt zwei Mal jährlich mit einem öffentlichen Konzert auf. In Zusammenarbeit mit der Musikschule im Kreis Ahrweiler wird Unterricht in Blockflöte, Querflöte und Oboe angeboten.

## Ehemalige Schülerinnen und Schüler
- Peter Wohlleben (* 1964), Förster und Buchautor, Abitur 1983
- Klaus Badelt (* 1967), Filmkomponist, Abitur 1986
- Ricarda Funk (* 1992), Kanutin, Olympiasiegerin, Abitur 2011